# Tylophora obtusula
Tylophora obtusula là một loài thực vật có hoa trong họ La bố ma. Loài này được (Tanaka ex Franchet & Savatier) Makino miêu tả khoa học đầu tiên năm 1933.